# Lars-Gunnar Lundberg
Lars-Gunnar "Krobbe" Lundberg, född 12 januari 1952 i Skellefteå, är en svensk före detta ishockeyspelare. Hans kännetecken var hans dragningar och finter, och han kallades för "ishockeyns Paganini" av Aftonbladets sportmagasin S.

## Biografi
Han började sin aktiva karriär med att spela säsongerna 1970/71–1974/75 med sin moderklubb Skellefteå AIK, i Sveriges dåvarande högsta serie i ishockey, Division I. Säsongen 1974/75 gjorde han 17 mål och 20 assist.
Inför säsongen 1975/76, i den då nybildade Elitserien, skrev Lundberg kontrakt med Brynäs IF där han kom att spela mellan säsongerna 1975/76 och 1978/79, med SM-guld 1975/76 och 1976/77.
Säsongen 1979/80 valde Lundberg spel i Örebro IK, Division I, där han kom att bilda Miljonkedjan med Hardy Nilsson och Martin Karlsson. Örebro IK hade året före åkt ur Elitserien och storsatsade för att komma tillbaka till ishockeyns finrum.
Lundberg blev stor grabb nummer 104.
Lundberg blev sedermera tränare för Lövånger Uttersjöbäckens AIK i division 3 och gjorde en match som spelande tränare 2009/10, med ett mål som facit.
Han har två söner, Anders Lundberg och Henrik Lundberg, varav den sistnämnda gjorde debut i Skellefteå AIK:s A-lag, säsongen 2010/2011.
Smeknamnet Krobbe, härstammar ur att hans lagskamrater, tyckte Lars Gunnar var lång och gänglig som seriefiguren Kronblom.

## Klubbar
- Skellefteå AIK
- Brynäs IF
- Örebro IK
- Lindlövens IF[2]
- Lövånger Uttersjöbäckens AIK

## Meriter
- 69 A-landskamper
- Stora Grabbars Märke nummer 104
- VM-silver 1977
- VM-brons 1976[2]
- SM-guld 1976, 1977[3]